# NGC 338
NGC 338 é uma galáxia espiral (Sab) localizada na direcção da constelação de Pisces. Possui uma declinação de +30° 40' 09" e uma ascensão recta de 1 horas, 00 minutos e 36,5 segundos.
A galáxia NGC 338 foi descoberta em 1877 por Ernst Wilhelm Leberecht Tempel.